# Over het pauperisme
Over het pauperisme is een boek van Alexis de Tocqueville oorspronkelijk uitgegeven in 1835 onder de titel Mémoire sur le paupérisme. Tocqueville zag pauperisme niet als een morele of economische kwestie, maar als een historisch, politiek probleem. Zijn uitgangspunt was dat private en publieke liefdadigheid niet in staat zouden zijn om de ellende van de arme klassen te herstellen.
Het boek is opgedeeld in twee memories; in de eerste memorie wordt de armoede geanalyseerd, waarop in de tweede memorie gezocht wordt naar alternatieve oplossingen.

## Eerste memorie
In de eerste memorie heeft Tocqueville het over de verandering van de naastenliefde in een recht door het opkomen van de Engelse armenwetten. De sociale relaties die bij naastenliefde ontstaan, worden de kop ingedrukt en moeten plaats maken voor officiële en juridische relaties tussen ambtenarij en burger. De bureaucratische overheid stelt zich op tussen de rijken en de armen in de samenleving.
Volgens Tocqueville heeft de nieuwe vorm van armoedebeleid onverwachte, negatieve effecten op de vrijheden van individuen, de gelijkheid in de maatschappij en voor verbondenheid tussen mensen onderling. De armen worden uitgesloten en diegenen die het risico lopen om arm te worden, worden al op voorhand geweerd door gemeenten. Toch blijft het recht bestaan op bijstand, wat ervoor zorgt dat mensen er alles voor gaan doen om een uitkering te bemachtigen. Hierdoor zijn steeds meer mensen afhankelijk van overheidsbijstand.
In de eerste memorie wordt ook gesproken over wat later 'relatieve deprivatie' zou worden genoemd. Naarmate de voorspoed in een land stijgt, wordt armoede gedefinieerd in relatie tot die welstand. Tocqueville gebruikt het voorbeeld van tabak in de 19e eeuw.

## Tweede memorie
In het tweede deel gaat Tocqueville op zoek naar oplossingen voor de armoede. Hij geeft hiervoor verschillende mogelijkheden; arbeiders zouden mede-eigenaar moeten worden van de fabrieken waarin ze werken, of associaties kunnen oprichten om zelf goederen te produceren om zodoende bezitsbesef te verkrijgen. Indien er enige vorm van bezitsbesef ontstaat bij de arbeiders zal het toekomstperspectief veranderen, want men is niet meer overgeleverd aan de armoede als de zorgeloosheid verdwijnt.
Armen zouden toegang moeten krijgen tot een spaarsysteem en gebruik kunnen maken van een eerlijke rente. 